# Antonio Fornás Tuzón
Antonio Fornás Tuzón (Montant, 22 d'abril de 1936 - Sagunt, 25 d'octubre de 2013) fou un polític valencià, alcalde de Montant i diputat a les Corts Valencianes en la IV i V Legislatures.
Empresari de professió, fou escollit alcalde de Montant per la Unió de Centre Democràtic a les eleccions municipals espanyoles de 1979, càrrec que va renovar fins al 1987. També fou diputat a la Diputació de Castelló. Després es va passar a Alianza Popular i posteriorment al Partido Popular, amb el qual fou elegit diputat a les eleccions a les Corts Valencianes de 1995 i 1999. De 1999 a 2003 fou vocal de la comissió d'Obres Públiques i Transports de les Corts Valencianes.
A les eleccions municipals espanyoles de 1991 fou escollit novament alcalde de Montant, càrrec que va ocupar fins a la seva mort en la Mini Fe de Sagunt el 25 d'octubre de 2013. Fou nomenat successor el seu nebot i tinent d'alcalde Miguel Ángel Guiñón Bellido.